# Ребека Стед
Ребека Стед (на английски: Rebecca Stead) е американска писателка на произведения в жанра детска и юношеска литература.

## Биография и творчество
Ребека Стед е родена на 16 януари 1968 г. в Ню Йорк, САЩ. От малка е запалена читателка и сама обича да пише. Получава бакалавърска степен през 1989 г. от колежа „Васар“. През 1994 г. получава диплома по право от юридическия факултет на Нюйоркския университет. След дипломирането си работи като адвокат и обществен защитник. След раждането на двете си деца започва да пише, първоначално разкази, после романи за юноши. Работи и като литературен агент.
Първият ѝ роман „Първа светлина“ е издаден през 2007 г. Дванадесетгодишния Питър е син на глациолог, който изследва последиците от глобалното затопляне в ледения щит в Гренландия. Борейки се с необичайни главоболия Питър търси приключения в студеното време. Той среща четиринадесетгодишната Теа, която е потомка на англичанка, създала тайна комуна, наречена „Грейсхоуп“, разположена дълбоко в ледената шапка на Гренландия. Теа среща Питър точно когато достига повърхността на Земята и вижда слънцето за първи път. Двамата започват да разкриват тайните на миналите поколения и на бъдещето. Романът е определен за най-добра книга за тийнейджъри от обществената библиотека в Ню Йорк.
През 2010 г. тя печели американския медал „Нюбъри“, най-старата награда за детско-юношеска литература, за втория си роман „Когато ме достигнеш“. През 2013 г. с романа си „Лъжи и шпиони“ печели наградата на „Гардиън“ за най-добра британска детска книга на годината.
Омъжва се през 1989 г. за адвоката Шон О'Брайън, с когото имат двама сина. Ребека Стед живее със семейството си в Горен Уест Сайд на Манхатън.

## Произведения

### Самостоятелни романи
- First Light (2007)[1][2][3][4][5]
- When You Reach Me (2009) – медал „Нюбъри“
- Liar & Spy (2012) – награда „Гардиън“
- Goodbye Stranger (2015)
- The List of Things That Will Not Change (2020)
- The Lost Library (2023) – с Уенди Мас

### Новели и разкази
- A Day In the Life (2013) – с Шон Тан[1][3]
- Plan B (2013)

### Сборници
- Other Worlds (2013) – с други[1]